# Goeldia portenha
Espèce
Goeldia portenha est une espèce d'araignées aranéomorphes de la famille des Titanoecidae.

## Distribution
Cette espèce se rencontre en Argentine et au Brésil.

## Description
Le mâle holotype mesure 5,25 mm et la femelle paratype 5,00 mm, les mâles mesurent de 4,95 à 5,48 mm et les femelles de 4,85 à 6,08 mm.

## Systématique et taxinomie
Cette espèce a été décrite par Almeida-Silva et Brescovit en 2024.

## Publication originale
- Almeida-Silva & Brescovit, 2024 : « Unraveling the mysteries of Goeldia Keyserling, 1891: revision, description of seven new species and first record from USA (Araneae: Titanoecidae). » Zootaxa, no 5428(2), p. 151-193.